# Cucullia perspicua
Cucullia perspicua là một loài bướm đêm trong họ Noctuidae.